# Sieglinda di Lippe
Sieglinda di Lippe (nome completo in tedesco Sieglinde Bertha Elisabeth Adelheid Juliane Calma Bathildis Marie Anna; Detmold, 4 marzo 1915 – 8 agosto 2008) è stata una principessa tedesca.

## Biografia
La principessa Sieglinda nacque a Detmold nel 1915, come quintogenita di Leopoldo IV e di Berta d'Assia-Philippsthal-Barchfeld.
Il 6 dicembre del 1942 sposò nella sua città natale Friedrich Carl Heldmann (1904-1977). Morì nel 2008 all'età di 93 anni.

## Discendenza
Sieglinda di Lippe e Friedrich Carl Heldmann ebbero un figlio e due figlie:
- Marianna (Detmold, 11 settembre 1943);
- Leopold-Theodor (Detmold, 10 febbraio 1947), sposò Yolaine Macé de Gastines (1958), figlia del conte Louis e di Marie-Laure de la Barre de Nanteuil, con cui ha avuto tre figli e due figlie:[3][4]
  - Carl Philipp (Bonn, 1⁰ gennaio 1985);
  - Eduard (San Paolo, 6 maggio 1986);
  - Eleonore (San Paolo, 3 giugno 1988);
  - Constantin (Le Mans, 16 novembre 1989):
  - Benedicta (Pretoria, 12 febbraio 1991).
- Elisabeth-Caroline (Detmold, 27 agosto 1951), sposò a Heidelberg l'11 giugno 1976 Reinhard Kamphues (1948), figlio di Jospeh e di Thea Stamen, con cui ha avuto due figlie:[5][6]
  - Greta (9 marzo 1980);
  - Anna (10 aprile 1982).

## Titoli e trattamento
- 4 marzo 1915 - 8 agosto 2008: Sua Altezza Serenissima, la principessa Sieglinda di Lippe

## Ascendenza
|                                          |                                      |                                         | Genitori                                                         |  |  | Nonni |  |  | Bisnonni                    |  |  | Trisnonni                    |  |
|                                          |                                      |                                         |                                                                  |  |  |       |  |  | Giulio di Lippe-Biesterfeld |  |  | Ernesto di Lippe-Biesterfeld |  |
|                                          |                                      |                                         |                                                                  |  |  |       |  |  | Giulio di Lippe-Biesterfeld |  |  | Ernesto di Lippe-Biesterfeld |  |
|                                          |                                      | Modeste von Unruh                       |                                                                  |  |  |       |  |  | Giulio di Lippe-Biesterfeld |  |  |                              |  |
| Ernesto II di Lippe-Biesterfeld          |                                      |                                         |                                                                  |  |  |       |  |  | Giulio di Lippe-Biesterfeld |  |  |                              |  |
|                                          |                                      | Adelheid zu Castell-Castell             | Friedrich zu Castell-Castell                                     |  |  |       |  |  |                             |  |  |                              |  |
|                                          |                                      | Adelheid zu Castell-Castell             | Friedrich zu Castell-Castell                                     |  |  |       |  |  |                             |  |  |                              |  |
|                                          |                                      | Adelheid zu Castell-Castell             | Emilie zu Hohenlohe-Langenburg                                   |  |  |       |  |  |                             |  |  |                              |  |
| Leopoldo IV di Lippe                     |                                      | Adelheid zu Castell-Castell             |                                                                  |  |  |       |  |  |                             |  |  |                              |  |
|                                          |                                      | Leopold Otto Frederick von Wartensleben | Cäsar von Wartensleben                                           |  |  |       |  |  |                             |  |  |                              |  |
|                                          |                                      | Leopold Otto Frederick von Wartensleben | Cäsar von Wartensleben                                           |  |  |       |  |  |                             |  |  |                              |  |
|                                          |                                      | Leopold Otto Frederick von Wartensleben | Friederike von Gfug                                              |  |  |       |  |  |                             |  |  |                              |  |
| Karoline von Wartensleben                |                                      | Leopold Otto Frederick von Wartensleben |                                                                  |  |  |       |  |  |                             |  |  |                              |  |
|                                          |                                      | Mathilde Halbach                        | Arnold Halbach                                                   |  |  |       |  |  |                             |  |  |                              |  |
|                                          |                                      | Mathilde Halbach                        | Arnold Halbach                                                   |  |  |       |  |  |                             |  |  |                              |  |
|                                          |                                      | Mathilde Halbach                        | Johanna Karoline Mathilde Bohlen                                 |  |  |       |  |  |                             |  |  |                              |  |
| Sieglinda di Lippe                       |                                      | Mathilde Halbach                        |                                                                  |  |  |       |  |  |                             |  |  |                              |  |
|                                          | Carlo d'Assia-Philippsthal-Barchfeld | Adolfo d'Assia-Philippsthal-Barchfeld   |                                                                  |  |  |       |  |  |                             |  |  |                              |  |
|                                          | Carlo d'Assia-Philippsthal-Barchfeld | Adolfo d'Assia-Philippsthal-Barchfeld   |                                                                  |  |  |       |  |  |                             |  |  |                              |  |
|                                          | Carlo d'Assia-Philippsthal-Barchfeld | Luisa di Sassonia-Meiningen             |                                                                  |  |  |       |  |  |                             |  |  |                              |  |
| Guglielmo d'Assia-Philippsthal-Barchfeld | Carlo d'Assia-Philippsthal-Barchfeld |                                         |                                                                  |  |  |       |  |  |                             |  |  |                              |  |
|                                          |                                      | Sofia di Bentheim e Steinfurt           | Luigi di Bentheim e Steinfurt                                    |  |  |       |  |  |                             |  |  |                              |  |
|                                          |                                      | Sofia di Bentheim e Steinfurt           | Luigi di Bentheim e Steinfurt                                    |  |  |       |  |  |                             |  |  |                              |  |
|                                          |                                      | Sofia di Bentheim e Steinfurt           | Giuliana Guglielmina di Schleswig-Holstein-Sonderburg-Glücksburg |  |  |       |  |  |                             |  |  |                              |  |
| Berta d'Assia-Philippsthal-Barchfeld     |                                      | Sofia di Bentheim e Steinfurt           |                                                                  |  |  |       |  |  |                             |  |  |                              |  |
|                                          |                                      | Luigi Guglielmo di Bentheim e Steinfurt | Alessio I di Bentheim-Steinfurt                                  |  |  |       |  |  |                             |  |  |                              |  |
|                                          |                                      | Luigi Guglielmo di Bentheim e Steinfurt | Alessio I di Bentheim-Steinfurt                                  |  |  |       |  |  |                             |  |  |                              |  |
|                                          |                                      | Luigi Guglielmo di Bentheim e Steinfurt | Guglielmina di Solms-Braunfels                                   |  |  |       |  |  |                             |  |  |                              |  |
| Juliane von Bentheim und Steinfurt       |                                      | Luigi Guglielmo di Bentheim e Steinfurt |                                                                  |  |  |       |  |  |                             |  |  |                              |  |
|                                          |                                      | Berta d'Assia-Philippsthal-Barchfeld    | Carlo d'Assia-Philippsthal-Barchfeld                             |  |  |       |  |  |                             |  |  |                              |  |
|                                          |                                      | Berta d'Assia-Philippsthal-Barchfeld    | Carlo d'Assia-Philippsthal-Barchfeld                             |  |  |       |  |  |                             |  |  |                              |  |
|                                          |                                      | Berta d'Assia-Philippsthal-Barchfeld    | Augusta di Hohenloe-Ingelfingen                                  |  |  |       |  |  |                             |  |  |                              |  |
|                                          |                                      | Berta d'Assia-Philippsthal-Barchfeld    |                                                                  |  |  |       |  |  |                             |  |  |                              |  |